# クレサーレ
クレサーレ （エストニア語: Kuressaare エストニア語発音: [ˈkureˈsˑɑːre]）は、エストニア、サーレマー島にある都市。クレッサーレとも。リガ湾に面している。かつてはアレンスブルク（ドイツ語: Arensburg）と呼ばれた。

## 歴史
クレサーレが最初に歴史に登場したのは1422年である。町は司教邸宅（1381年にラテン語名アルクス・アクイラエとして記載あり）周辺で発展した。
1559年、エーゼル＝ヴィーク司教公国からデンマークへと町は売却された。1563年にホルシュタイン公マグヌスからリガに与えられた市民憲章をモデルとした、市民憲章を町は獲得した。
1645年、トルステンソン戦争後に締結されたブレムセブルー条約によって、町はスウェーデン支配下に入った。クレサーレは当時ドイツ語で公式にアレンスブルク、スウェーデン語でアレンスベリとして知られていた。
大北方戦争中の1710年、町はロシア帝国軍によって火を放たれ焼け落ちた。1721年のニスタット条約において、町はロシア領とされた。18世紀の間クレサーレは大衆的なリゾート地であった。
第一次世界大戦でエストニアが独立を宣言すると、町の名はエストニア語のクレサーレに改名された。ソビエト連邦に含まれていた1952年から1988年まで、クレサーレ出身のボリシェヴィキであるヴィクトル・キンギセップにちなみ、町はキンギセパ（Kingissepa）と呼ばれていた。1990年10月、クレサーレはエストニア初の自治都市となった。

## 出身の著名人
- ルイス・I・カーン

## 姉妹都市
- エケネス、フィンランド
- レネ、デンマーク
- マリエハムン、オーランド諸島
- シェウヴデ、スウェーデン
- ヴァンマラ、フィンランド
- トゥルク、フィンランド
- タルシ、ラトビア
- クールネ、ベルギー